# Stenocharta
Stenocharta är ett släkte av fjärilar. Stenocharta ingår i familjen mätare.
Kladogram enligt Catalogue of Life:
| Stenocharta | \| \| Stenocharta flavicollis \| \| \| \| \| \| Stenocharta multiplaga \| \| \| \| \| \| Stenocharta oviplaga \| \| \| \| \| \| Stenocharta quadriplaga \| \| \| \| |
|             | \| \| Stenocharta flavicollis \| \| \| \| \| \| Stenocharta multiplaga \| \| \| \| \| \| Stenocharta oviplaga \| \| \| \| \| \| Stenocharta quadriplaga \| \| \| \| |
|             | Stenocharta flavicollis |
|             | |
|             | Stenocharta multiplaga |
|             | |
|             | Stenocharta oviplaga |
|             | |
|             | Stenocharta quadriplaga |
|             | |